# Peste des petits ruminants
Peste des petits ruminants (PPR) är en virussjukdom som drabbar får, getter och vilda små idisslare (till exempel antiloper och stenbockar). Peste des petits ruminant är franska och översätts till "de små idisslarnas pest". 
Sjukdomen orsakas av ett virus i familjen Paramyxoviridae, släktet Morbillivirus, kallat peste-des-petits-ruminants virus (PPRV). Andra närbesläktade virus inom samma släkte inkluderar mässlingsvirus, valpsjukevirus, marina morbillivirus, och det nu utrotade boskapspestviruset.. Sjukdomen är smittsam och obotlig samt har i regel hög morbiditet och mortalitet.
Peste des petits ruminants upptäcktes 1942 i Elfenbenskusten och erkändes då som ett eget morbillivirus istället för en muterad variant av boskapspestvirus . Sjukdomen förekommer inte i Sverige.
Den internationella benämningen av sjukdomen är 'peste des petits ruminants', men begreppet 'får- och getpest' används  i stället ibland i svenska texter.

## Symtom
Sjukdomen inleds med en hög feber på 40-41°C och nedsatt allmäntillstånd, för att sedan gå vidare med ökat ögon- och näsflöde, hosta, lunginflammation, svårigheter att andas, diarré, smärtsamma sår och blåsor i mun- och nässlemhinna, uttorkning, och i vissa fall död. Dödsorsaken är ofta den kraftiga uttorkningen eller den kraftiga nedsättningen av immunförsvaret som viruset orsakar och som öppnar för sekundära infektioner. Peste des petits ruminants är epiteliotropt och lymfotropt, vilket betyder att det infekterar epitelceller och immunförsvarets lymfocyter, något som återspeglas i symtombilden.
PPRV är mycket smittsamt och sprids främst via direktkontakt mellan djur. Viss indirekt smitta kan ske via t.ex. sovplatser eller matskålar, men det rör sig då om ett kort tidsintervall då viruspartikeln inte är stabil i miljön under en längre tid.

### Galleri

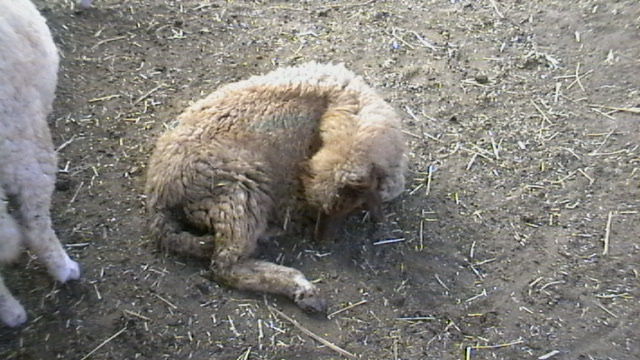
Akut fall av PPR: djuret lyssnar på sina egna kroppsljud
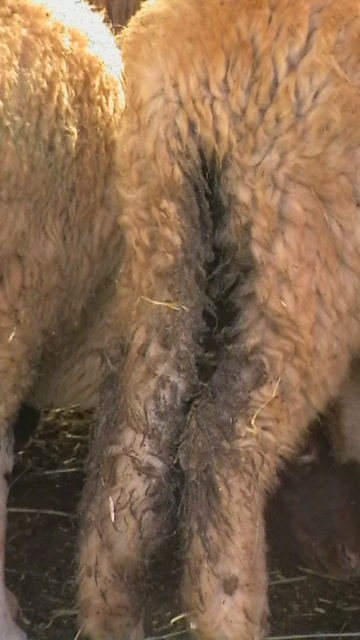
Bakben, fläckade av diarré
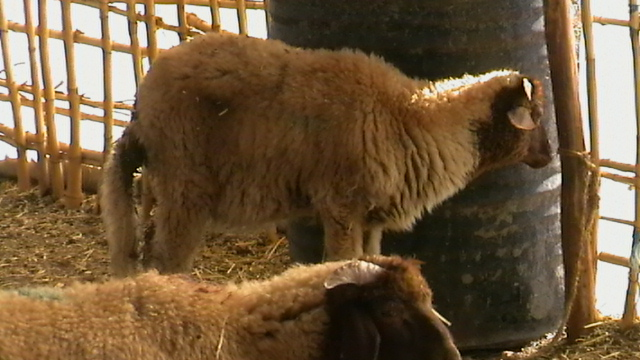
Djuret skjuter rygg (smärtsam avföring)
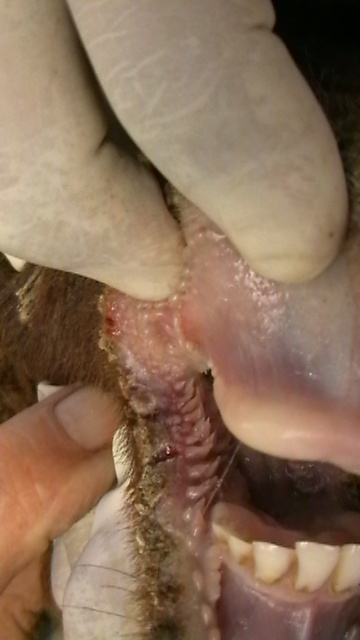
Sårig och inflammerad mun
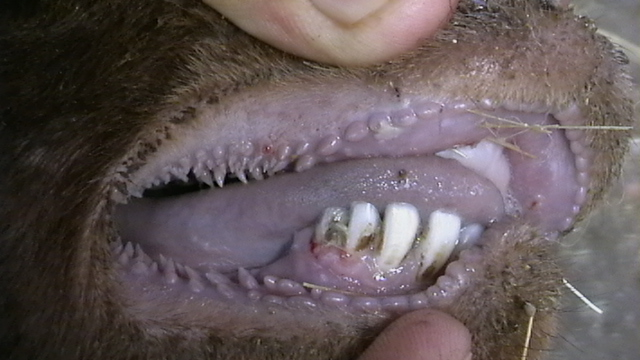
Tandlossning
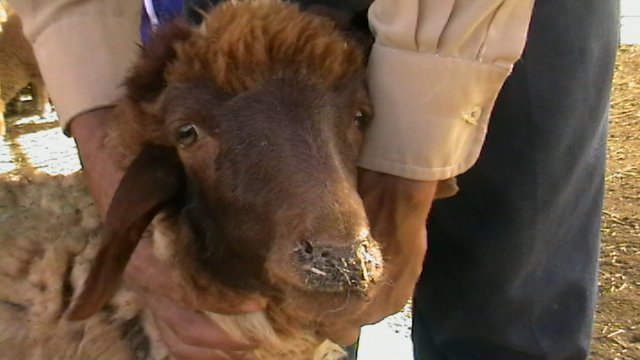
Flytningar från nosen
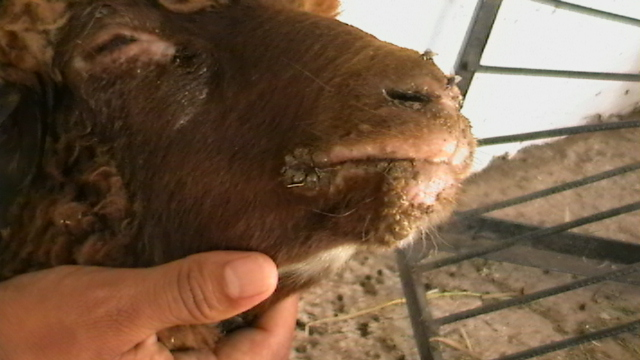
Munsårskorpor hos ett djur under återhämtning, dag 8

## Utbredning
Peste des petits ruminants upptäcktes för första gången i Elfenbenskusten 1942. Efter det beskrevs sjukdomen i fler länder i Afrika, sedan i Indien på 80-talet, och i mitten på 90-talet även i Mellanöstern och på Arabiska halvön. I dagsläget är PPRV spritt i västra, norra, och östra Afrika, stora delar av Asien samt Arabiska halvön. I Afrika är de södra länderna är ännu fria, södra gränsen är Angola, Demokratiska Republiken av Kongo, och Tanzania. I juni 2018 diagnostiserades PPR för första gången i Europa när får i Bulgarien, nära gränsen till Turkiet som haft sjukdomen sen 2005, testades positiva för antikroppar mot viruset

## Utrotning
Efter utrotningen av den nära besläktade boskapspesten lanserades ett nytt program för att kontrollera och utrota även Peste des petits ruminants. Peste des petits ruminants delar många av boskapspestens egenskaper vilket underlättar för att upprepa framgången. Peste des petits ruminants kan endast infektera idisslare, det finns idag inga kända reservoarer eller kroniska bärare, samt att det finns ett effektivt vaccin. Allt detta är mycket viktigt för att kunna lyckas med en utrotning. Får och getter hålls idag främst av utsatta grupper av människor som förlitar sig på sina djur för mat och inkomster, därav ses utrotning av Peste des petits ruminants som ett led i världens fattigdomsbekämpning.